# The Boatlift
| Đánh giá chuyên môn | Đánh giá chuyên môn     |
| Nguồn đánh giá      | Nguồn đánh giá          |
| Nguồn               | Đánh giá                |
| ------------------- | ----------------------- |
| Allmusic            | [ 1 ]                   |
| Okayplayer          | [ 2 ]                   |
| Music for America   | (semi-favorable review) |
| Slant               | [ 4 ]                   |
| RapReviews.com      | (7.5/10)                |
| DJBooth.net         | [ 6 ]                   |

The Boatlift là album phòng thu thứ ba của nam ca sĩ nhạc rap Pitbull. Album được phát hành vào ngày 27 tháng 11 năm 2007. Bốn đĩa đơn đã được phát hành từ album: "Go Girl", "The Anthem", "Sticky Icky", "Secret Admirer". Ca khúc "Fuego (Remix)" đã được xuất hiện trong video trò chơi Madden NFL 2008.
Album ra mắt tại vị trí thứ 50 với 32,084 bản được tiêu thụ trong hai tuần đầu tiên.

## Danh sách ca khúc
Danh sách ca khúc được xác nhận bởi iTunes, danh sách thực hiện được cung cấp bởi Allmusic.
| STT | Nhan đề                                           | Sáng tác                                                                     | Sản xuất          | Thời lượng |
| --- | ------------------------------------------------- | ---------------------------------------------------------------------------- | ----------------- | ---------- |
| 1.  | "A Little Story" (Intro)                          | Armando Pérez                                                                |                   | 1:08       |
| 2.  | "Go Girl" (hợp tác với Trina & Young Bo$$)        | David Bowen-Petterson, Kenneth Coby, Pérez                                   | Soundz            | 3:49       |
| 3.  | "Dukey Love" (hợp tác với Trick Daddy & Fabo)     | Michael Crooms, Pérez, Lefabian Williams, Maurice Young                      | Mr. Collipark     | 3:45       |
| 4.  | "I Don't See 'Em" (hợp tác với Cubo & AIM)        | Pérez, Juan Rodriguez, Aldo Roman, Pedro Trujillo                            | Tru               | 3:59       |
| 5.  | "Midnight" (hợp tác với Casely)                   | Jacob Aminov, Pérez                                                          | Vein              | 3:32       |
| 6.  | "Ying & the Yang"                                 | LaMarquis Jefferson, Craig Love, Larry Nix, Pérez, Jonathan Smith            | Lil Jon           | 3:27       |
| 7.  | "The Anthem" (hợp tác với Lil Jon)                | Rune Kølsch, Carlos Mattos, Michael Ochoa-Camp, Pérez                        | Lil Jon           | 4:05       |
| 8.  | "The Truth" (Interlude)                           | Pérez                                                                        |                   | 0:54       |
| 9.  | "Candyman" (hợp tác với Twista)                   | Paul Irizarry, Carl Mitchell, Pérez, Armando Rosario                         | Brown Thugz       | 3:11       |
| 10. | "Sticky Icky" (hợp tác với Jim Jones)             | Joseph Jones II, Pérez, Smith                                                | Lil Jon           | 3:42       |
| 11. | "My Life" (hợp tác với Jason Derülo)              | Lionel Delao, Pérez, Adrian Santalla                                         | Drop & Deadbeats  | 3:44       |
| 12. | "Secret Admirer" (hợp tác với Lloyd)              | Carl Mahone, Pérez, Juan Salinas, Oscar Salinas, David Terry                 | Play-N-Skillz     | 3:18       |
| 13. | "Get Up/Levantate"                                | Robert Ford, Jake Moore, Pérez, Salinas, Salinas, Lewis Simmons, Kurt Walker | Play-N-Skillz     | 3:17       |
| 14. | "Fuego" (DJ Buddha Remix) (hợp tác với Don Omar)  | Chad Butler, Crooms, William Landrón, Pérez                                  | Mr. Collipark     | 3:49       |
| 15. | "Stripper Pole" (Remix) (hợp tác với Toby Love)   | Teso Martínez, Pérez, Edward Pérez, Jean Carles Pierre, Rivera               | Eddie Perez       | 3:56       |
| 16. | "Un Poquito" (hợp tác với Yung Berg)              | Mark Owen, Pérez, Christian Ward                                             | 110% Pure, Big LO | 3:42       |
| 17. | "Tell Me" (Remix) (hợp tác với Frankie J & Ken-Y) | Francisco Bautista, Jr., Kenny Mafer, Perez, Smith                           | Lil Jon           | 4:34       |
| 18. | "Mr. 305" (Outro)                                 | Pérez                                                                        |                   | 0:45       |